# BME Egyetemi Zöld Kör
A  BME Egyetemi Zöld Kör a Budapesti Műszaki és Gazdaságtudományi Egyetemen működő öntevékeny kör.

## Célkitűzései
A BME Egyetemi Zöld Kör feladata az egyetem hallgatói, oktatói, dolgozói számára ismeretterjesztő tevékenység folytatása, útmutatás nyújtása a környezettudatos életmódhoz, valamint közvetlen környezeti hasznot hozó programok szervezése. Célja a szemléletformálás, az egyetemi polgárok aktivizálása, környezeti felelősségtudatának felébresztése, a döntéshozók és társszervezetek segítségével a Budapesti Műszaki és Gazdaságtudományi Egyetem valamint a hozzá tartozó kollégiumok működésének fenntarthatóbbá tétele.

## Története
A kört 1985-ben alapította néhány elkötelezett hallgató azzal a céllal, hogy összefogja a környezettudatos fiatalokat. Az akkori tevékenységek főként saját újság szerkesztésével illetve különböző demonstrációkkal arra irányultak, hogy felhívják a figyelmet a környezetvédelem társadalmi és gazdasági hatásaira. Azonban ahogy az alapító tagok diplomát szereztek, fokozatosan csökkent, majd a '90-es évekre meg is szűnt a kör működése. Mai formáját tehát a 20 évvel későbbi (2005-ös) újraalapításának köszönheti. Az ekkor még csak maréknyi hallgatóból álló csoport ma már közel 40 főt számlál, tagjai az egyetem különböző szegmenseiből érkeztek a tenni akarás jegyében.

## Tevékenységei

### Közéleti, ismeretterjesztő tevékenységek
A BME Egyetemi Zöld Kör számos érdekes programmal várja az egyetemi polgárokat, mint például üzemlátogatások, vitafórumok, szakmai előadások, filmklub, önképzőkör, jegyzetbörze, flashmobok, kirándulások. Ezek célja a szemléletformálás és a környezeti szempontok megismertetése az egyetemi polgárokkal, vagy közvetlen környezeti hasznok elérése.

### Hálózat kiépítése
Mivel a Kör más felsőoktatási intézmények zöld szervezeteivel is jó kapcsolatot ápol, ezért élenjáró volt a Tikopia országos hálózat létrehozásában, melynek keretében a szervezetek jobban megismerhetik egymást, tapasztalatokat cserélhetnek, segíthetik egymás működését. A Kör ezen felül együttműködik több hazai és nemzetközi mozgalommal, tagjai számos területen kamatoztatták már itt szerzett tapasztalataikat.

### Kollégiumi szelektív hulladékgyűjtés
A több éves munka eredményeként a kollégiumokban kiépült a szelektív hulladékgyűjtő rendszer. A Kör feladata jelenleg ennek működtetése, monitorozása és fejlesztése, valamint a diákok ösztönzése a rendszer használatára. A szelektív hulladékgyűjtés papír, műanyag, használt olaj, alumínium italdoboz és száraz elem modulokra terjed ki, valamint a gondnoksággal együttműködve a kollégiumi kiköltözés időszakára a használt elektronikai hulladékok gyűjtése is rendszeresen megszervezésre kerül.

### Kollégiumok versenye - VV.hu
Az egyetem kollégiumainak fenntarthatóbbá tétele érdekében a BME EZK csapata kidolgozott egy kollégiumok közötti versenyt, mely a hulladékhierarchia elveihez híven a fogyasztáscsökkentést hivatott előtérbe helyezni. A versenyt és a megtakarított rezsiköltségekből összeálló fődíjat a kiválóan szereplő a Bercsényi Építész Kollégium nyerte meg, és az összeget a hallgatók a közösségi infrastruktúra fejlesztésére használták fel.

### Egyetemi campus környezetbarát fejlesztésre
A Gazdasági és Műszaki Főigazgatósággal folyamatos kapcsolattartással a Kör igyekszik az intézményi szelektív hulladékgyűjtést tökéletesíteni, ill. további modulokra kiterjeszteni.
A Kör beindította a Madárbarát Egyetem Programot és a Komposztprogramot.
A Kör aktívan támogatja és hirdeti a kerékpáros közlekedést, elősegíti a minél jobb kerékpáros infrastruktúra kiépítését, valamint bringás programokat szervez az egyetemi polgárok számára.

### A Zöld Tanszék Program
Az Egyetemi Zöld Kör azzal a céllal indította be a Zöld Tanszék Programot, hogy motiválja és támogassa az Egyetem tanszékeit és más szervezeti egységeit abban, hogy működésük környezettudatossá váljon.
A program keretében immáron négy alkalommal került meghirdetésre a Zöld Tanszék Verseny, ahol a tanszékek a részletes, szinte minden környezeti tényezőre kiterjedő auditot követően megkaphatják a „Zöld Tanszék”, a „Legtöbbet Zöldült Tanszék” vagy akár a „Legzöldebb Tanszék”  minősítést is. A verseny fontos célja a már meglévő jó gyakorlatok összegyűjtése és közkinccsé tétele is.

## Külső hivatkozások
- BME EZK instagram
- BME EZK facebook
- BME EZK honlap